# Guixi
Guixi (贵溪 ; pinyin : Guìxī) est une ville de la province du Jiangxi en Chine. C'est une ville-district placée sous la juridiction de la ville-préfecture de Yingtan.

## Démographie
La population du district était de 539 291 habitants en 1999.